# Nyárádszentanna
Nyárádszentanna (románul Sântana Nirajului, németül Sankt Anna): falu a mai Romániában Maros megyében.

## Leírása
A falu községközpontjától Nyárádszeredától 2 km-re nyugatra a Nyárád bal partján fekszik.
1332-ben Sancta Ana néven említik először. A Vártetőn avar erődítmény nyomai találhatók. 1910-ben 460-an lakták, 3 kivételével mind magyarok. A trianoni békeszerződésig Maros-Torda vármegye Nyárádszeredai járásához tartozott.
Református temploma a 13. században épült román-gót stílusban, később átalakították. A katolikusoknak 1905-ben épült kápolnájuk van.

## Ismert emberek
- Itt született 1926. november 25-én Molnár Vince orvos, az igazságügyi orvostan előadója és kutatója, orvosi szakíró.